# Anders Trondsen
Anders Trondsen (Lillehammer, 30 marzo 1995) è un calciatore norvegese, centrocampista dell'IFK Göteborg.

## Carriera

### Club
Trondsen ha iniziato la carriera con la maglia del Lillehammer, formazione all'epoca militante nella 2. divisjon, terzo livello del campionato norvegese. Ad agosto 2011 è stato ingaggiato dallo Stabæk, club dell'Eliteserien: è stato aggregato però alla squadra riserve. A febbraio 2012 ha partecipato all'edizione stagionale del Torneo di Viareggio.
Il 6 agosto 2012 ha esordito nella massima divisione locale, subentrando ad Herman Stengel nella sconfitta casalinga per 0-4 contro il Brann. Complessivamente, in quella stessa stagione, ha disputato 3 partite di campionato: lo Stabæk ha chiuso all'ultimo posto in graduatoria, retrocedendo così in 1. divisjon.
Il 12 maggio 2013 ha trovato la prima rete in squadra, nella vittoria per 2-0 sul Mjøndalen. Nel corso dell'annata ha totalizzato 30 presenze per lo Stabæk, mettendo a referto 3 reti, contribuendo così alla promozione del club.
L'11 maggio 2014 ha rinnovato il contratto che lo legava al club per altri tre anni. Il 9 giugno successivo ha siglato la prima rete nella massima divisione, in occasione della sconfitta interna per 1-2 contro lo Start. Quella del 2014 è stata l'ultima stagione in squadra di Trondsen, che si è congedato dallo Stabæk con 30 presenze tra campionato e coppa, con una rete.
Il 5 marzo 2015, il Sarpsborg 08 ha annunciato d'aver ingaggiato Trondsen a titolo definitivo, con il giocatore che si è legato al nuovo club con un contratto quinquennale. Ha esordito con questa maglia il 6 aprile successivo, schierato titolare nella vittoria per 0-1 sul campo del Tromsø. Il 16 maggio ha siglato la prima rete in squadra, nella sconfitta per 1-3 contro il Lillestrøm.
Il 14 agosto 2017, il Rosenborg ha annunciato d'aver ingaggiato Trondsen, che si è legato al nuovo club con un contratto valido per i successivi quattro anni mezzo. Il giocatore ha scelto di vestire la maglia numero 15.
L'8 agosto 2020, i turchi del Trabzonspor hanno ufficializzato l'ingaggio di Trondsen, che ha firmato un contratto quadriennale col nuovo club. La sua permanenza in Turchia è durata due anni, durante i quali è stato vittima di un paio di gravi infortuni quali la lesione del legamento crociato del ginocchio destro del settembre 2020 (che gli ha fatto saltare l'intera annata 2020-2021) o la lesione a un tendine della coscia del marzo 2022 (che gli ha fatto chiudere anzitempo la stagione 2021-2022). Il suo contratto con il Trabzonspor è stato rescisso di comune accordo nel settembre 2022, con quasi due anni di anticipo rispetto alla scadenza.
L'11 novembre 2022 è stato reso noto che, una volta riaperto il mercato nel gennaio seguente, Trondsen sarebbe diventato un giocatore del club svedese dell'IFK Göteborg.

### Nazionale
Trondsen ha rappresentato la Norvegia a livello Under-15, Under-16, Under-17, Under-18, Under-19 e Under-21. Per quanto concerne l'ultima selezione, il 24 settembre 2014 ha ricevuto la prima convocazione da parte del commissario tecnico Leif Gunnar Smerud in vista delle amichevoli contro Irlanda e Ungheria. Il 9 ottobre ha quindi effettuato il proprio esordio, sostituendo Martin Ovenstad nella vittoria per 4-1 sulla formazione irlandese. Il 12 ottobre 2015 ha disputato la prima partita valida per le qualificazioni al campionato europeo 2017: è stato schierato titolare nel pareggio per 1-1 contro la Svizzera, gara in cui ha segnato la rete in favore della sua squadra.
Il 22 maggio 2016, il commissario tecnico Per-Mathias Høgmo ha convocato per la prima volta Trondsen in Nazionale maggiore in vista della partita amichevole contro il Portogallo, che si sarebbe disputata pochi giorni dopo. Il 29 maggio è stato quindi schierato titolare nella sfida contro la selezione portoghese.

## Statistiche

### Presenze e reti nei club
Statistiche aggiornate al 14 marzo 2021.
| Stagione            | Club                | Campionato          | Campionato | Campionato | Coppe nazionali | Coppe nazionali | Coppe nazionali | Coppe continentali | Coppe continentali | Coppe continentali | Supercoppe | Supercoppe | Supercoppe | Totale | Totale |
| Stagione            | Club                | Comp                | Pres       | Reti       | Comp            | Pres            | Reti            | Comp               | Pres               | Reti               | Comp       | Pres       | Reti       | Pres   | Reti   |
| ------------------- | ------------------- | ------------------- | ---------- | ---------- | --------------- | --------------- | --------------- | ------------------ | ------------------ | ------------------ | ---------- | ---------- | ---------- | ------ | ------ |
| ago.-dic. 2011      | Stabæk              | ES                  | 0          | 0          | CN              | 0               | 0               | -                  | -                  | -                  | -          | -          | -          | 0      | 0      |
| 2012                | Stabæk              | ES                  | 3          | 0          | CN              | 0               | 0               | UEL                | 0                  | 0                  | -          | -          | -          | 0      | 0      |
| 2013                | Stabæk              | 1D                  | 26         | 3          | CN              | 4               | 0               | -                  | -                  | -                  | -          | -          | -          | 30     | 3      |
| 2014                | Stabæk              | ES                  | 26         | 1          | CN              | 4               | 0               | -                  | -                  | -                  | -          | -          | -          | 30     | 1      |
| Totale Stabæk       | Totale Stabæk       | Totale Stabæk       | 55         | 4          |                 | 8               | 0               |                    | 0                  | 0                  |            | -          | -          | 63     | 4      |
| 2015                | Sarpsborg 08        | ES                  | 24         | 1          | CN              | 5               | 1               | -                  | -                  | -                  | -          | -          | -          | 29     | 2      |
| 2016                | Sarpsborg 08        | ES                  | 22         | 2          | CN              | 4               | 0               | -                  | -                  | -                  | -          | -          | -          | 26     | 2      |
| gen.-ago. 2017      | Sarpsborg 08        | ES                  | 18         | 2          | CN              | 3               | 2               | -                  | -                  | -                  | -          | -          | -          | 21     | 4      |
| Totale Sarpsborg 08 | Totale Sarpsborg 08 | Totale Sarpsborg 08 | 64         | 5          |                 | 12              | 3               |                    | -                  | -                  |            | -          | -          | 76     | 8      |
| ago.-dic. 2017      | Rosenborg           | ES                  | 10         | 2          | CN              | 1               | 0               | UEL                | 6                  | 0                  | -          | -          | -          | 17     | 2      |
| 2018                | Rosenborg           | ES                  | 24         | 2          | CN              | 5               | 1               | UCL+UEL            | 4+5                | 1+1                | CN         | 0          | 0          | 38     | 5      |
| 2019                | Rosenborg           | ES                  | 22         | 0          | CN              | 3               | 0               | UCL+UEL            | 6+5                | 0                  | -          | -          | -          | 36     | 0      |
| gen.-ago. 2020      | Rosenborg           | ES                  | 13         | 1          | CN              | 0               | 0               | UEL                | -                  | -                  | -          | -          | -          | 13     | 1      |
| Totale Rosenborg    | Totale Rosenborg    | Totale Rosenborg    | 69         | 5          |                 | 9               | 1               |                    | 26                 | 2                  |            | 0          | 0          | 104    | 8      |
| 2020-2021           | Trabzonspor         | SL                  | 13         | 1          | CT              | 0               | 0               | UEL                | 11                 | 0                  | -          | -          | -          | 24     | 1      |
| Totale              | Totale              | Totale              | 201        | 15         |                 | 29              | 4               |                    | 37                 | 2                  |            | 0          | 0          | 267    | 21     |

### Cronologia presenze e reti in Nazionale
| Cronologia completa delle presenze e delle reti in nazionale ― Norvegia | Cronologia completa delle presenze e delle reti in nazionale ― Norvegia | Cronologia completa delle presenze e delle reti in nazionale ― Norvegia | Cronologia completa delle presenze e delle reti in nazionale ― Norvegia | Cronologia completa delle presenze e delle reti in nazionale ― Norvegia | Cronologia completa delle presenze e delle reti in nazionale ― Norvegia | Cronologia completa delle presenze e delle reti in nazionale ― Norvegia | Cronologia completa delle presenze e delle reti in nazionale ― Norvegia |
| Data                                                                    | Città                                                                   | In casa                                                                 | Risultato                                                               | Ospiti                                                                  | Competizione                                                            | Reti                                                                    | Note                                                                    |
| ----------------------------------------------------------------------- | ----------------------------------------------------------------------- | ----------------------------------------------------------------------- | ----------------------------------------------------------------------- | ----------------------------------------------------------------------- | ----------------------------------------------------------------------- | ----------------------------------------------------------------------- | ----------------------------------------------------------------------- |
| 29-5-2016                                                               | Porto                                                                   | Portogallo                                                              | 3 – 0                                                                   | Norvegia                                                                | Amichevole                                                              | -                                                                       |                                                                         |
| 13-6-2017                                                               | Oslo                                                                    | Norvegia                                                                | 1 – 1                                                                   | Svezia                                                                  | Amichevole                                                              | -                                                                       | 72’                                                                     |
| 11-11-2017                                                              | Skopje                                                                  | Macedonia                                                               | 2 – 0                                                                   | Norvegia                                                                | Amichevole                                                              | -                                                                       | 79’ 87’                                                                 |
| 14-11-2017                                                              | Trnava                                                                  | Slovacchia                                                              | 1 – 0                                                                   | Norvegia                                                                | Amichevole                                                              | -                                                                       |                                                                         |
| Totale                                                                  |                                                                         | Presenze                                                                | 4                                                                       |                                                                         | Reti                                                                    | 0                                                                       |                                                                         |

## Palmarès

### Club

#### Competizioni nazionali
- Campionato norvegese: 2

Rosenborg: 2017, 2018
- Coppa di Norvegia: 1

Rosenborg: 2018
- Campionato turco: 1

Trabzonspor: 2021-2022